# Іркабтум
Іркабтум (*д/н — бл. 1655/1650 до н. е.) — цар держави Ямхад близько 1675—1655/1650 років до н. е.

## Життєпис
Син царя Нікміепуха, за іншою версією родич по жіночій лінії. Посів трон близько 1675 року до н. е. Ймовірно, на початку панування мусив залагоджувати прикордонні конфлікти зі своїм родичем Аммітакумом, царем Алалаха. Про це йдеться в табличках з архіву Алалаха, згідно з якими Іркабтум займався продажем і купівлею міст і сіл у прикордонних з Алалахом районах. Натомість Аммітакум невдовзі визнав зверхність Ямхаду, проти чого виступав за попереднього ямхадського царя.
Значну частину панування мусив боротися з повстаннями хуритів за річкою Євфрат, зокрема в області Наштарбі. Зусилля зі збереження володінь Іркабтумом мали короткочасний характер, оскільки почалося протистояння з Хетською державою (про це йдеться в хетському написі KBo 12.14).
Мусив укласти мирну угоду від імені Алалаха з Семумою, вождем хабіру. Ймовірно, той вдерся в алалаські землі та загрожував власне Ямхаду. Все це потребувало значних зусиль, чим остаточно скористалися південні залежні міста-держави, що здобули перемогу. Разом з тим зверхність на Еблою зберігалося.
До кінця панування втратив владу над залежними державами Каркемиш і Алалах. Гіксоси з Катни стали вчиняти напади на межі Ямхаду. Помер близько 1655/1650 року до н. е. Йому спадкував брат (або син) Хаммурапі II.